# 八戸銀行
八戸銀行（はちのへぎんこう）は昭和初期に青森県八戸町（現：八戸市）で設立された銀行。青森銀行の前身のひとつ。
1927年（昭和3年）、泉山銀行・八戸商業銀行・階上銀行・五戸銀行の合併により設立された。合併の背景には、大蔵省の強力な合併の働きかけがあったとされる。本店は現在の八戸市三日町に置かれ、資本金は500万円であった。1930年（昭和5年）末には世界恐慌後の不況を受け、1932年（昭和7年）まで休業を余儀無くされ、当時の市長神田重雄らが対応に追われた。その後1943年（昭和18年）10月に当行を含め県内5行が合併し、青森銀行が新たに設立される。

## 沿革
- 1928年（昭和3年）5月1日：開業
- 1930年（昭和5年）11月24日：経営状況の悪化により休業
- 1932年（昭和7年）11月30日：再開業
- 1943年（昭和18年）10月1日：第五十九銀行、青森銀行 (明治45年設立)、板柳銀行、津軽銀行と合併し、青森銀行を新立